# Мил Шолс (Илиноис)
Мил Шолс (енгл. Mill Shoals) град је у америчкој савезној држави Илиноис.

## Демографија
По попису из 2010. године број становника је 215, што је 20 (-8,5%) становника мање него 2000. године.
| Група             | 2000.       | 2010.       |
| Белци             | 234 (99,6%) | 212 (98,6%) |
| Афроамериканци    | 0 (0,0%)    | 0 (0,0%)    |
| Азијати           | 0 (0,0%)    | 0 (0,0%)    |
| Хиспаноамериканци | 0 (0,0%)    | 2 (0,9%)    |
| Укупно            | 235         | 215         |